# Бэби-долл

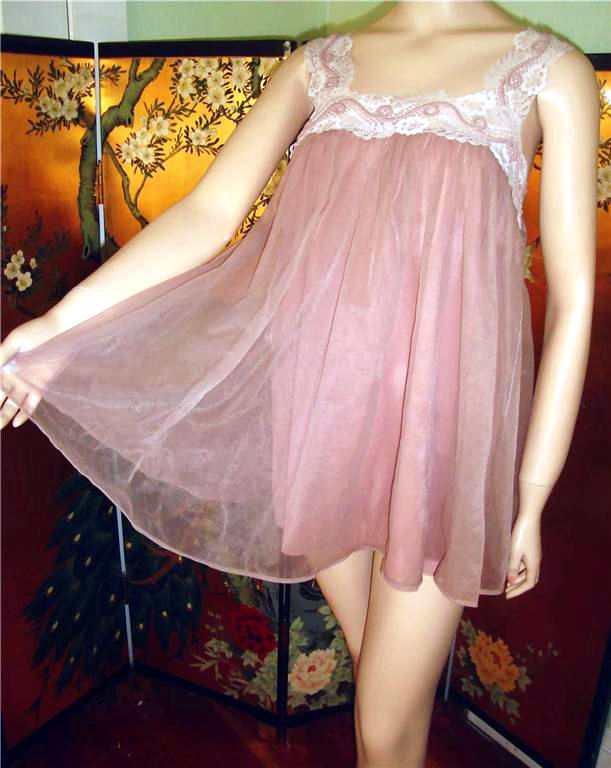
Старинный ажурный бэби-долл розового цвета

Бэби-долл (англ. Babydoll) — короткая, зачастую безрукавная, свободная женская ночная рубашка или неглиже, один из видов дамского ночного гардероба. Фасон бэби-долла включает бюстье, называемое бралеттом, которое разделено кливиджом пополам, а также дополняется свободной ажурной юбкой, обычно начинающейся между пупком и верхней частью бедра. Как правило убранство бэби-долла обрамляется кружевами, оборками, аппликациями, марабу, бантами и лентами. Зачастую бэби-долл шьют из прозрачной или полупрозрачной ткани, такой как нейлон, шифон или шёлк.

## История возникновения
Создание ультра-короткой ночной рубашки приписывают американскому модельеру Сильвии Педлар, которая придумала подобную концепцию в 1942 году в ответ на нехватку ткани во время Второй мировой войны. Хотя дизайн такой одежды стал известен как «бэби-долл» (англ. «babydoll»), Педлар не любила это название и не использовала его.
Название получило широкое распространение после выхода художественного фильма «Куколка» (1956), главную роль в котором исполнила секс-символ того времени, Кэрролл Бейкер, воплотив на экране образ 19-летней нимфетки. Благодаря этой кинокартине стиль стал чрезвычайно популярен среди женщин. В период с 1950—1960-х годов бэби-доллы шились в виде пижам, состоявших из свободного верха и коротких и эластичных штанишек. В 1970—1990-х годах штанишки были заменены обтягивающими шортами с эластичной талией и ногами. Из более поздних версий бэби-доллов были убраны резинки на ногах, дополняясь шортами либо французскими панталонами.
Бэби-доллы стали неотъемлемой частью рок-н-ролльного образа получившего название «киндерхор», который стал широко известен в начале-середине 1990-х благодаря популярности феминистического женского движения Riot grrrl, а также различным гранж-исполнительницам, таким как Кортни Лав и Кэт Бьелланд.